# Space (gruppo musicale francese)
Gli Space sono un gruppo di musica elettronica francese fondato a Marsiglia nel 1977.

## Storia del gruppo
Il gruppo fu fondato a Marsiglia nel 1977 da Didier Marouani, ex studente di pianoforte al conservatorio di Monaco e di Parigi. Subito dopo la nascita del gruppo fu pubblicato il primo album, intitolato Magic Fly, che ottenne un enorme successo anche a livello internazionale (esordì al primo posto in diciassette Paesi tra cui anche l'Unione Sovietica, nonché negli Stati Uniti) che gli valse la sottoscrizione di un contratto con l'etichetta statunitense Casablanca. Il successo dell'album fu replicato anche dai due album successivi, ovvero Deliverance (premiato con quattro dischi d'oro in patria) e Just Blue (che raggiunse la posizione numero 45 nella classifica statunitense di Billboard), pubblicati rispettivamente nel 1977 e nel 1978. Poco dopo la pubblicazione dell'album Just Blue, Marouani abbandonò il gruppo per disaccordi con la produzione dovuti all'annullamento di un concerto sotto la torre Eiffel ed entrarono un chitarrista, Patrice Tison, assieme al bassista Jannick Top, in aggiunta ai due membri superstiti Joe Hammer e Roland Romanelli. Con questa nuova formazione nel 1980 verrà inciso Deeper Zone, ultimo lavoro del gruppo che non otterrà gli stessi riscontri di vendite dei precedenti album. Dopo la pubblicazione di "Tender Force" nel 1981 (ripreso e adattato alcuni anni dopo da Koto), il gruppo si sciolse. 
Il nome Space e i diritti d'autore sui brani furono rilevati in seguito da Didier Marouani che attualmente porta avanti il progetto con il nome Didier Marouani & Space. Nel 1985 uscì una versione remix, dell'inglese Flood, sul brano Magic Fly sempre col nome di Space, seguita nel 1998 da un'altra versione remixata, ripresa in anni successivi con "Magic Space Fly" di Proxyon.
L'ultimo album From Earth to Mars é del 2011 e, già prima di allora, Marouani ha spostato la sua carriera e le sue esibizioni live nei paesi dell'ex Unione Sovietica dove sin dagli anni settanta ha ottenuto un successo travolgente.

## Formazione

### 1977-1979
- Didier Marouani - tastiere, sintetizzatore
- Roland Romanelli - tastiere, sintetizzatore
- Joe Hammer - batteria

### 1979-1980
- Roland Romanelli - tastiere, sintetizzatore
- Jannick Top - basso
- Patrice Tison - chitarra
- Joe Hammer - batteria

## Discografia parziale

### Album di studio
- 1977 - Magic Fly
- 1977 - Deliverance
- 1978 - Just Blue
- 1980 - Deeper Zone

### Singoli
- 1977 - Magic Fly/ Ballad for Space Lovers
- 1977 - Tango in Space / Carry on turn me on
- 1977 - Running in the City / Air Force
- 1978 - Just Blue / Secret Dreams
- 1978 - My Love Is Music / Just Blue
- 1978 - Save Your Love for Me / Symphony
- 1979 - On the Air / Love Starring You and Me
- 1980 - Inner Voices / Mixed Up
- 1981 - Tender Force / Robbots